# Bolsa Estiagem
Bolsa-Estiagem, oficialmente chamada de Auxílio Emergencial Financeiro, é um benefício do governo federal brasileiro criado pela Lei 10.954, de 29 de setembro de 2004, para auxiliar os agricultores cujas plantações sejam atingidas pela estiagem.
Podem receber o benefício as famílias de agricultores com renda média mensal de até dois salários mínimos, que estejam em municípios em situação de emergência por estiagem ou seca. O valor, que inicialmente era de 300 reais em parcelas de no mínimo 60 reais, foi depois ampliado para 400 reais, em parcelas de no mínimo 80 reais